# Декапирование
Декапирование (фр. décaper — очищать металлы) — обработка поверхности металлов для удаления грязи, ржавчины, окалины и окислов.
Декапирование проводят после термической обработки или перед гальванической обработкой металлов для очистки и активизации поверхности металлов. Также применяется перед холодной штамповкой для снижения трения за счёт удаления окалины.
Обычно для декапирования используют растворы серной, соляной и других кислот или цианидов.